# Gerd Siegmund
Gerd Siegmund (Oberhof, 7 febbraio 1973) è un ex saltatore con gli sci tedesco.
Agli inizi della carriera, prima della riunificazione della Germania (1990), gareggiò per la nazionale tedesca orientale.

## Biografia
In Coppa del Mondo esordì il 17 gennaio 1990 a Zakopane (56°), ottenne il primo podio il 24 gennaio 1993 in Val di Fiemme (2°) e la prima vittoria il 25 marzo 1994 a Thunder Bay.
In carriera prese parte a un'edizione dei Giochi olimpici invernali, Lillehammer 1994 (11° nel trampolino normale), a due dei Campionati mondiali, vincendo una medaglia, e a due dei Mondiali di volo (26° a Planica 1994 il miglior risultato).

## Palmarès

### Mondiali
- 1 medaglia:
  - 1 argento (gara a squadre a Thunder Bay 1995)

### Coppa del Mondo
- Miglior piazzamento in classifica generale: 13º nel 1994
- 5 podi (1 individuale, 4 a squadre):
  - 2 vittorie (1 individuale, 1 a squadre)
  - 1 secondo posto (a squadre)
  - 2 terzi posti (a squadre)

#### Coppa del Mondo - vittorie
| Data          | Località    | Nazione | Trampolino                                                              |
| ------------- | ----------- | ------- | ----------------------------------------------------------------------- |
| 25 marzo 1994 | Thunder Bay | Canada  | Big Thunder K120 (con Christof Duffner, Hansjörg Jäkle e Jens Weißflog) |
| 26 marzo 1994 | Thunder Bay | Canada  | Big Thunder K90                                                         |